# Dick Norman
Dick Norman, né le 1er mars 1971 à Waregem, est un joueur belge de tennis, professionnel entre 1991 et 2013.
Il n'a jamais remporté de tournoi sur le circuit ATP en simple. En 2006, il a atteint la 85e place au classement ATP, ce qui est sa meilleure performance. En 2009, il entame une nouvelle carrière en double qui le mène à la 10e place mondiale.
Il a été, entre 2010 et 2013, le doyen du circuit masculin.

## Carrière
Dick Norman commence sa carrière professionnelle en 1992 au tournoi ATP de Taipei où il perd au premier tour face à Andreï Olhovskiy. La même année, il atteint le premier tour du tournoi Challenger de Poznań.
Il échoue à nouveau au premier tour du tournoi Challenger de Vancouver en 1993. Il est invité au tournoi Challenger de Liège, mais perd son premier match. C'est à l'ATP de Manchester qu'il réussit enfin à passer le premier tour en battant Jared Palmer. Au second tour, il est battu par le Français Cédric Pioline.
L'année suivante, Dick Norman se focalise sur les tournois Challenger. Dès le début de la saison, il réalise de belles performances, en atteignant par deux fois le stade des demi-finales à Jérusalem puis à Annenheim. En fin d'année, il échoue en quarts de finale à Perth.
1995 est l'année de sa révélation. Inconnu du grand public, il fait rêver la Belgique à Wimbledon. Repêché en tant que lucky-loser, il bénéficie de l'abandon de Pat Cash après le premier set pour accéder au deuxième tour et affronter Stefan Edberg, un adversaire redoutable, mais alors sur la pente descendante. Norman crée la sensation en l'emportant en trois petites manches. Il élimine ensuite Todd Woodbridge avant d'affronter Boris Becker en huitièmes de finale. Il réalise un bon premier set, s'offrant même une balle de premier set. Il ne parvient pas à la concrétiser et est battu en trois manches. Ses résultats sont ensuite moins exceptionnels. Il se contente de passer le premier tour à Rosmalen, à Bordeaux et à Tokyo. Par contre, il remporte son premier titre Challenger à Newcastle, dispute une finale à Garmisch et les demi-finales à Bombay, et fait ses débuts en Coupe Davis en remportant ses deux matchs de simples en Norvège.
La saison suivante est beaucoup moins bonne. Il ne passe qu'une seule fois le premier tour d'un tournoi ATP à Saint-Petersbourg, et doit se contenter d'une demi-finale à Bristol et de deux quarts de finale à Bromma et Monterrey en Challenger.
Il retrouve le sourire en 1997, avec une place en quarts de finale à Anvers et un troisième tour à Roland-Garros, alors qu'il sortait à chaque fois des qualifications. En Allemagne, il ajoute deux titres Challenger à son palmarès, à Dresde et à Neumunster. Il dispute également deux quarts de finale, à Manchester et à Brest.
Après une saison 1998 décevante, Dick Norman décide, à 27 ans, de mettre fin à sa carrière internationale.
Il fait son retour en 2000. Désormais non classé, il doit passer par les qualifications pour des tournois Future. Cela lui réussit. Il se rend en Pologne pour y participer à trois Future. Les trois fois, il se qualifie et il remporte même le deuxième et le troisième après avoir disputé les quarts de finale du premier. L'année commence sur de bons rails, et Norman ne va pas les quitter. Sur sa lancée, il remporte deux autres tournois Future et dispute plusieurs tournois Challenger. Au début, il doit passer par les qualifications, mais cela ne l'empêche pas alors de se hisser en quarts de finale à Contrexéville et en finale à Brasov. En fin de saison, il dispute encore les quarts de finale à Boukhara et à Charleroi. En une demi-saison, il a réussi l'exploit de remonter à la 224e place.
Au début de 2001, ambitieux, il tente de se qualifier pour le tournoi de Doha et l'Australian Open. En vain. Il remet alors le cap sur les tournois Challenger, où il atteint d'emblée la finale à Lubeck. Il gagne ensuite à Anvers et dispute les demi-finales à Genève et les quarts à Birmingham. Entre-temps, il remporte aussi deux Future en France.
En confiance, Norman aligne les performances honnêtes. En 2002, il se montre particulièrement régulier. Il remporte 4 titres dans les tournois Challenger, il atteint la finale à Wolfsburg, les demi-finales à Andrezieux et Lubeck et les quarts de finale à Aix-la-Chapelle. Dans la foulée, il réussit enfin à se qualifier pour l'US Open et fait son entrée dans le top 100 mondial. À l'US Open, il remonte un handicap de deux sets face à Bohdan Ulihrach pour se qualifier pour le 2e tour.
Désormais qualifié pour les tournois ATP, grâce à son bon classement, Norman va y tenter sa chance au début de 2003. Un tirage au sort défavorable l'oppose à chaque fois à des adversaires trop forts pour lui, à l'image de Carlos Moyà à l'Australian Open. Il se tourne alors de nouveau vers les Challenger, mais, fatigué, échoue plusieurs fois au premier tour. Il atteint cependant ensuite la finale à Sarajevo, où il est battu par Richard Gasquet, et remporte en avril le tournoi Challenger de San Luis Potosi pour la deuxième fois. Il s'incline au premier tour à Roland-Garros, après être passé par les qualifications. Le scénario se répète à Wimbledon, où pourtant Norman arrivait en confiance, fort d'une bonne saison sur gazon, où il avait fait douter Lleyton Hewitt au troisième tour du Queen's. Pis, il ne se qualifie même pas pour l'US Open. Il participe encore à deux tournois ATP en Asie. À Bangkok, il est éliminé de peu (5-7, 6-7) après un brillant match par Juan Carlos Ferrero. Puis à Tokyo, il réalise de nouveau un bon match, mais est éliminé au tie-break par Paradorn Srichaphan (6-4, 6-7, 6-7) lors du 2e tour. Le Waregemois retourne alors sur le circuit des Challenger et termine la saison en boulet de canon, alignant une finale, un quart et une demi-finale.
À l'exception d'un quarts de finale à Mexico, le début de saison 2004 de Norman est calamiteux. Presque incapable de dépasser le deuxième tour, même en Challenger, il échoue en qualification à Roland-Garros comme à Wimbledon. L'été n'est pas bien meilleur, à l'exception d'une qualification pour le Masters de Cincinnati, il perd presque tous ses matchs, et s'incline d’entrée de jeu aux qualifications de l'US Open. Norman sauve sa saison sur le fil, en remportant le tout dernier Challenger du calendrier, à Ischgl, en Autriche.
En 2005, il ne fait pas le déplacement en Australie. Il commence sa saison fin janvier, au Challenger de Hull où il atteint les demi-finales. Il se rend ensuite à Belgrade où il inscrit son nom au palmarès en battant Jeroen Masson en finale. En mars, il va au Mexique où il se hisse en finale à San Luis Potosi et en demi à Mexico. Il prend ensuite part au succès de la Belgique en Coupe Davis en Serbie-et-Monténégro en remportant le double aux côtés de Kristof Vliegen. La terre battue n'est pas sa meilleure surface, mais il parvient néanmoins à se hisser au deuxième tour à Roland-Garros après être sorti des qualifications en tant que lucky-loser. Plus à l'aise sur le gazon, il s'extirpe des qualifications à Halle, où il atteint le deuxième tour, et à Wimbledon, où il tient la dragée haute à Taylor Dent au premier tour. Son été est catastrophique avec six défaites d'affilée dès son entrée en lice, dont une à l'US Open. Alors que sa fin de saison tourne à la bérézina, avec un maigre deuxième tour pour huit défaites au premier tour ou dans les qualifications, il revient de nulle part en remportant le gros Challenger de Dniepropetrovsk, ce qui lui permet de retrouver le top 100. Il ne parvient pas à confirmer à Luxembourg et doit abandonner les points de sa victoire à Ishgl en 2004, ce qui lui vaut de ressortir du top 100.
Le début de la saison 2006 est marqué par une première pour Dick Norman : il accède enfin au deuxième tour de l'Australian Open. Il s'en faut de peu qu'il aille même un tour plus loin puisqu'il ne cède que 10-8 au cinquième set face à Dominik Hrbatý. Dick Norman met du temps à digérer ce marathon et perd ses 5 rencontres suivantes. Il renoue avec le succès à Cherbourg où il atteint les quarts de finale. Il part alors pour le Mexique où il se montre souvent performant. 2006 ne déroge pas à la règle puisqu'il y atteint une finale, deux demi et un quart de finale. À Roland-Garros, il atteint le deuxième tour où il s'incline face à Gaël Monfils. La fin de sa saison n'est pas très brillante, avec comme meilleurs résultats deux demi-finales aux tournois Challenger de Ségovie et Orléans.

En double, Dick Norman remporte le tournoi Challenger d'Orléans avec Grégory Carraz.
En 2007, Dick Norman ne participe pas à l'Australian Open. Il atteint les demi-finales des tournois Challenger de Bogota et Mexico. Sa saison sur herbe se solde par une défaite en qualifications à Wimbledon mais ensuite une demi finale au tournoi de Newport lors de laquelle il s'incline face à Nicolas Mahut. Il s'incline à nouveau en qualifications à l'US Open. La fin de sa saison est marquée par des défaites au premier tour sauf à Donetsk où il atteint la finale.

En double, sa saison est marquée par son premier titre à l'Open de Chennai au début de janvier avec Xavier Malisse. Il atteint ensuite les finales des tournois Challenger de Cherbourg, Bogota et Istanbul.
En 2008, Dick Norman enchaîne les défaites. Ses seuls résultats notables sont une demi finale au Challenger de Rijeka et une finale à celui de Cordoba.

En double, par contre, il réalise de bons résultats. En Challenger, il remporte les tournois de Freudenstadt, Donetsk et Rennes et atteint la finale à Salinas, Rijeka, Cordoba et Grenoble. Il atteint également le second tour à Wimbledon après être sorti des qualifications avec Frederico Gil.
En 2009, Dick Norman décide de se concentrer sur le jeu en double à la suite de ses résultats de 2008. Il participe cependant à quelques tableaux de simple et remporte tout de même le Challenger de Mexico après s'être extrait des qualifications.

En double, il entame sa saison par une victoire au tournoi de Johannesburg avec James Cerretani. En juin, il réalise l'exploit d'atteindre la finale du tournoi de Roland-Garros en double avec son partenaire Wesley Moodie. Ils s'inclinent en trois sets face à Lukáš Dlouhý et Leander Paes. Dick Norman et le Sud-Africain s'associent alors pour le reste de la saison. Dans la foulée, ils remportent l'Open de Bois-le-Duc. Ils atteignent ensuite la demi-finale du double messieurs à Wimbledon où ils s'inclinent face aux frères Bryan qu'ils avaient battu à Roland-Garros. À l'US Open, ils s'inclinent en quarts de finale à nouveau face à Lukáš Dlouhý et Leander Paes. Ils atteignent également les quarts de finale aux Masters de Montréal, Cincinnati et Shanghai.
En 2010, Dick Norman se consacre presque uniquement aux tableaux de double. Il commence l'année en jouant avec Christopher Kas. Ils atteignent les demi finales à Doha et Dubaï mais s'inclinent au premier tour à l'Open d'Australie et aux Masters d'Indian Wells et de Miami. Dick Norman joue à nouveau avec Wesley Moodie pour entamer la saison sur terre battue. Ils atteignent les demi finales au Masters de Monte-Carlo et à Roland-Garros où ils s'inclinent face à Daniel Nestor et Nenad Zimonjić. À Wimbledon, ils sont également battus en demi finale en 5 sets face à Jürgen Melzer et Philipp Petzschner. Ils atteignent ensuite les demi finales de l'Open de Gstaad et du Masters de Cincinnati. À l'US Open, ils s'inclinent en quarts de finale face à Rohan Bopanna et Aisam-Ul-Haq Qureshi. Ils atteignent encore les demi finales à l'Open de Moselle et l'Open de Stockholm. Ces bons résultats leur permettent de participer aux Masters. Ils terminent troisièmes de leur groupe après avoir remporté une victoire et concédé deux défaites et sont éliminés à ce stade du tournoi.
En 2013, il annonce qu'il prend sa retraite après sa participation au tournoi de Rosmalen en double avec son compatriote David Goffin, de vingt ans son cadet.

## Palmarès

### Titres en double messieurs
| No | Date       | Nom et lieu du tournoi      | Catégorie   | Dotation  | Surface      | Partenaire      | Finalistes                         | Score              |          |
| -- | ---------- | --------------------------- | ----------- | --------- | ------------ | --------------- | ---------------------------------- | ------------------ | -------- |
| 1  | 01-01-2007 | Chennai Open Chennai        | Int' Series | 391 000 $ | Dur (ext.)   | Xavier Malisse  | Rafael Nadal Bartolomé Salvá-Vidal | 7-64, 7-64         | Parcours |
| 2  | 02-02-2009 | SA Tennis Open Johannesburg | ATP 250     | 442 500 $ | Dur (ext.)   | James Cerretani | Rik De Voest Ashley Fisher         | 67-7, 6-2, [14-12] | Parcours |
| 3  | 15-06-2009 | Ordina Open Bois-le-Duc     | ATP 250     | 398 250 € | Gazon (ext.) | Wesley Moodie   | Johan Brunström Jean-Julien Rojer  | 7-63, 68-7, [10-5] | Parcours |
| 4  | 31-01-2011 | PBZ Zagreb Indoors Zagreb   | ATP 250     | 398 250 € | Dur (int.)   | Horia Tecău     | Marcel Granollers Marc López       | 6-3, 6-4           | Parcours |

### Finales en double messieurs
| No | Date       | Nom et lieu du tournoi         | Catégorie    | Dotation    | Surface         | Vainqueurs                     | Partenaire     | Score         |          |
| -- | ---------- | ------------------------------ | ------------ | ----------- | --------------- | ------------------------------ | -------------- | ------------- | -------- |
| 1  | 16-10-1995 | Nokia Open Pékin               | World Series | 303 000 $   | Moquette (int.) | Tommy Ho Sébastien Lareau      | Fernon Wibier  | 7-6, 7-6      |          |
| 2  | 24-05-2009 | Roland-Garros Paris            | G. Chelem    | 7 322 320 € | Terre (ext.)    | Lukáš Dlouhý Leander Paes      | Wesley Moodie  | 3-6, 6-3, 6-2 | Parcours |
| 3  | 30-04-2012 | BMW Open by Atlanticlux Munich | ATP 250      | 398 250 €   | Terre (ext.)    | František Čermák Filip Polášek | Xavier Malisse | 6-4, 7-5      | Parcours |

## Palmarès en Challenger

### Titres en tournois Challenger en simple (13)
- 1995 :  Newcastle (50 000 $)
- 1997 :  Dresde (50 000 $) et  Neumünster (25 000 $)
- 2001 :  Anvers (25 000 $)
- 2002 :  Magdebourg (25 000 $),  San Luis Potosí (50 000 $),  Andorre (25 000 $) et  Quito (25 000 $)
- 2003 :  San Luis Potosí (50 000 $)
- 2004 :  Ischgl (50 000 €)
- 2005 :  Belgrade (42 500 €) et  Dnipropetrovsk (125 000 $)
- 2009 :  Mexico (35 000 $)

### Titres en tournois Challenger en double (10)
- 1992 :  Poznań (avec Tomasz Iwański)
- 1994 :  Adélaïde (avec Mahesh Bhupathi)
- 2002 :  San Luis Potosí (avec Orlin Stanoytchev) et  Zagreb (avec Tom Vanhoudt)
- 2006 :  Orléans (avec Grégory Carraz)
- 2008 :  Freudenstadt (avec Kristof Vliegen),  Donetsk (avec Xavier Malisse) et  Rennes (avec James Auckland)
- 2012 :  Barletta (avec Johan Brunström) et  Pétange (avec Christopher Kas)

## Parcours dans les tournois duGrand Chelem

### En simple
| Année | Open d'Australie | Open d'Australie | Internationaux de France | Internationaux de France | Wimbledon       | Wimbledon  | US Open         | US Open   |
| ----- | ---------------- | ---------------- | ------------------------ | ------------------------ | --------------- | ---------- | --------------- | --------- |
| 1995  | —                | —                | —                        | —                        | 1/8 de finale   | Bo. Becker | —               | —         |
| 1996  | 1er tour (1/64)  | J. Hlasek        | 1er tour (1/64)          | M. Knowles               | —               | —          | —               | —         |
| 1997  | —                | —                | 3e tour (1/16)           | S. Bruguera              | —               | —          | —               | —         |
| 1998  | —                | —                | —                        | —                        | —               | —          | —               | —         |
| 1999  | —                | —                | —                        | —                        | —               | —          | —               | —         |
| 2000  | —                | —                | —                        | —                        | —               | —          | —               | —         |
| 2001  | —                | —                | —                        | —                        | —               | —          | —               | —         |
| 2002  | —                | —                | —                        | —                        | —               | —          | 2e tour (1/32)  | T. Henman |
| 2003  | 1er tour (1/64)  | C. Moyà          | 1er tour (1/64)          | J. van Lottum            | 1er tour (1/64) | T. Suzuki  | —               | —         |
| 2004  | —                | —                | —                        | —                        | —               | —          | —               | —         |
| 2005  | —                | —                | 2e tour (1/32)           | T. Robredo               | 1er tour (1/64) | T. Dent    | 1er tour (1/64) | J. Novák  |
| 2006  | 2e tour (1/32)   | D. Hrbatý        | 2e tour (1/32)           | G. Monfils               | 1er tour (1/64) | M. Lee     | —               | —         |

N.B. : à droite du résultat se trouve le nom de l'ultime adversaire.

### En double
| Année | Open d'Australie             | Open d'Australie             | Internationaux de France     | Internationaux de France | Wimbledon                   | Wimbledon               | US Open                  | US Open                     |
| ----- | ---------------------------- | ---------------------------- | ---------------------------- | ------------------------ | --------------------------- | ----------------------- | ------------------------ | --------------------------- |
| 1995  | —                            | —                            | —                            | —                        | 1er tour (1/32) L. Pimek    | T. Ho B. Steven         | —                        | —                           |
| 1996  | 1er tour (1/32) V. Flégl     | S. Edberg P. Korda           | —                            | —                        | —                           | —                       | —                        | —                           |
| 1997  | —                            | —                            | —                            | —                        | —                           | —                       | —                        | —                           |
| 1998  | —                            | —                            | —                            | —                        | —                           | —                       | —                        | —                           |
| 1999  | —                            | —                            | —                            | —                        | —                           | —                       | —                        | —                           |
| 2000  | —                            | —                            | —                            | —                        | —                           | —                       | —                        | —                           |
| 2001  | —                            | —                            | —                            | —                        | —                           | —                       | —                        | —                           |
| 2002  | —                            | —                            | —                            | —                        | —                           | —                       | —                        | —                           |
| 2003  | —                            | —                            | —                            | —                        | —                           | —                       | —                        | —                           |
| 2004  | —                            | —                            | —                            | —                        | —                           | —                       | —                        | —                           |
| 2005  | —                            | —                            | —                            | —                        | —                           | —                       | —                        | —                           |
| 2006  | 2e tour (1/16) V. Spadea     | C. Rochus S. Wawrinka        | —                            | —                        | —                           | —                       | —                        | —                           |
| 2007  | —                            | —                            | —                            | —                        | 1er tour (1/32) I. Bozoljac | J. Auckland S. Huss     | —                        | —                           |
| 2008  | —                            | —                            | —                            | —                        | 2e tour (1/16) F. Gil       | P. Pála I. Zelenay      | —                        | —                           |
| 2009  | —                            | —                            | Finale W. Moodie             | L. Dlouhý L. Paes        | 1/2 finale W. Moodie        | B. Bryan M. Bryan       | 1/4 de finale W. Moodie  | L. Dlouhý L. Paes           |
| 2010  | 1er tour (1/32) C. Kas       | I. Karlović D. Vemić         | 1/2 finale W. Moodie         | D. Nestor N. Zimonjić    | 1/2 finale W. Moodie        | J. Melzer P. Petzschner | 1/4 de finale W. Moodie  | R. Bopanna A.-U.-H. Qureshi |
| 2011  | 1er tour (1/32) W. Moodie    | X. Malisse J. Murray         | 1er tour (1/32) W. Moodie    | J. S. Cabal E. Schwank   | 1/8 de finale W. Moodie     | J. Melzer P. Petzschner | 1/8 de finale P. Hanley  | R. Bopanna A.-U.-H. Qureshi |
| 2012  | 1er tour (1/32) J. Cerretani | C. Berlocq L. Mayer          | 1er tour (1/32) A. Bogomolov | R. Lindstedt H. Tecău    | 1er tour (1/32) X. Malisse  | Lu Y-h. A. Waske        | 1er tour (1/32) A. Waske | F. Čermák M. Mertiňák       |
| 2013  | 2e tour (1/16) X. Malisse    | A.-U.-H. Qureshi J.-J. Rojer | —                            | —                        | —                           | —                       | —                        | —                           |

N.B. : le nom du ou de la partenaire se trouve sous le résultat ; le nom des ultimes adversaires se trouve à droite.

### En double mixte
N.B. : le nom de la partenaire se trouve sous le résultat ; le nom des ultimes adversaires se trouve à droite.

## Parcours dans lesMasters 1000
| Année | Indian Wells | Miami                | Monte-Carlo | Rome | Hambourg | Canada | Cincinnati           | Stuttgart puis Madrid | Paris |
| ----- | ------------ | -------------------- | ----------- | ---- | -------- | ------ | -------------------- | --------------------- | ----- |
| 1998  | —            | 1er tour S. Sargsian | —           | —    | —        | —      | —                    | —                     | —     |
| 1999  | —            | —                    | —           | —    | —        | —      | —                    | —                     | —     |
| 2000  | —            | —                    | —           | —    | —        | —      | —                    | —                     | —     |
| 2001  | —            | —                    | —           | —    | —        | —      | —                    | —                     | —     |
| 2002  | —            | —                    | —           | —    | —        | —      | —                    | —                     | —     |
| 2003  | —            | —                    | —           | —    | —        | —      | —                    | —                     | —     |
| 2004  | —            | —                    | —           | —    | —        | —      | 1er tour S. Schalken | —                     | —     |

N.B. : sous le résultat se trouve le nom de l’ultime adversaire.